# 米耶日
米耶日（法語：Miège，法語發音：[mjɛʒ] ⓘ）是瑞士瓦萊州的一个旧市镇，位於該國南部，面積2.53平方公里，海拔高度702米，2011年人口1,295，八成人口信奉羅馬天主教，人口密度每平方公里512人。

## 外部連結
- 官方网站 （页面存档备份，存于） （法文）